# 59e Grammy Awards

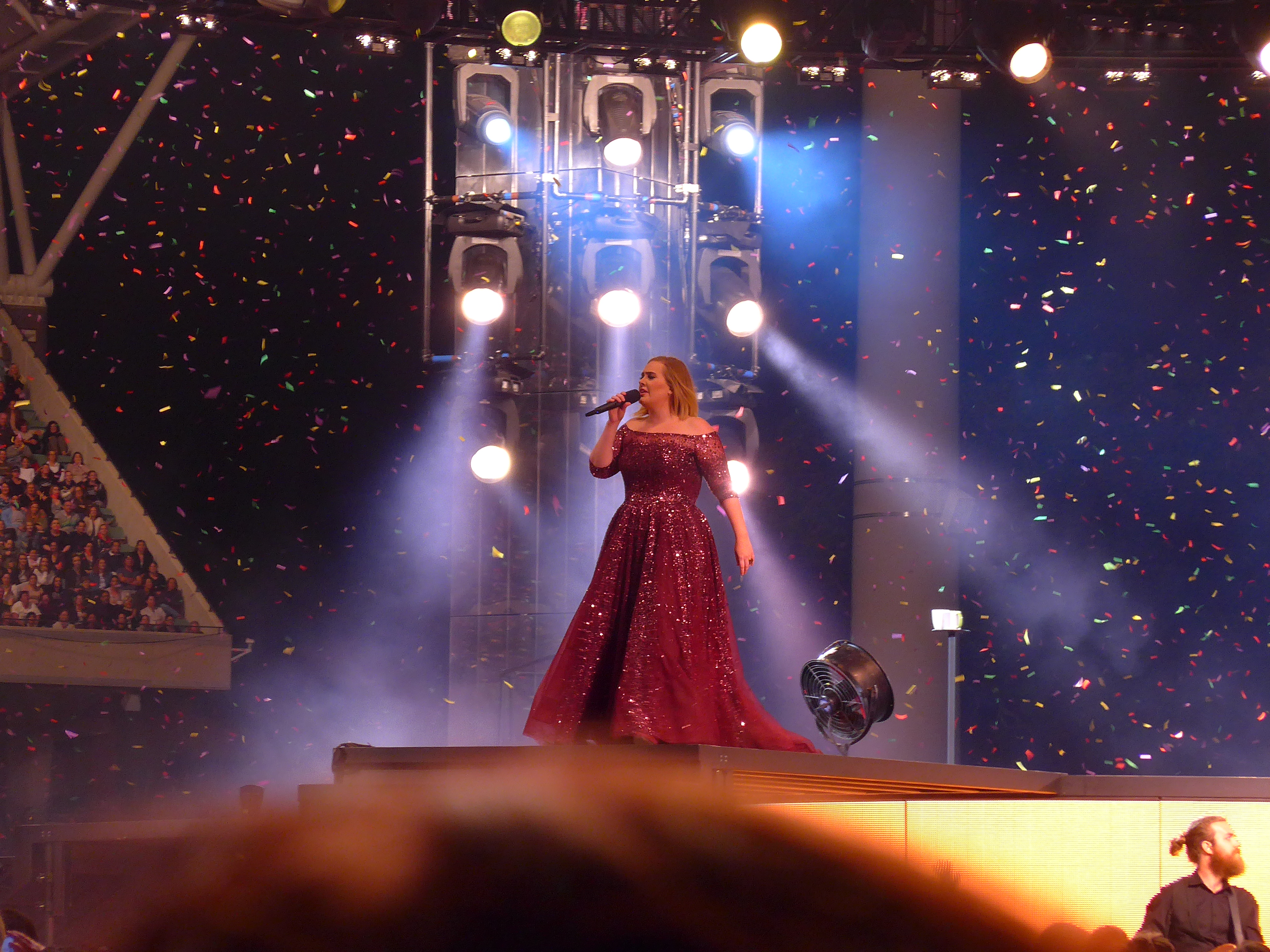
Adele was de grote winnaar met vijf awards, waaronder drie awards in de hoofdcategorieën, net zoals in 2012.

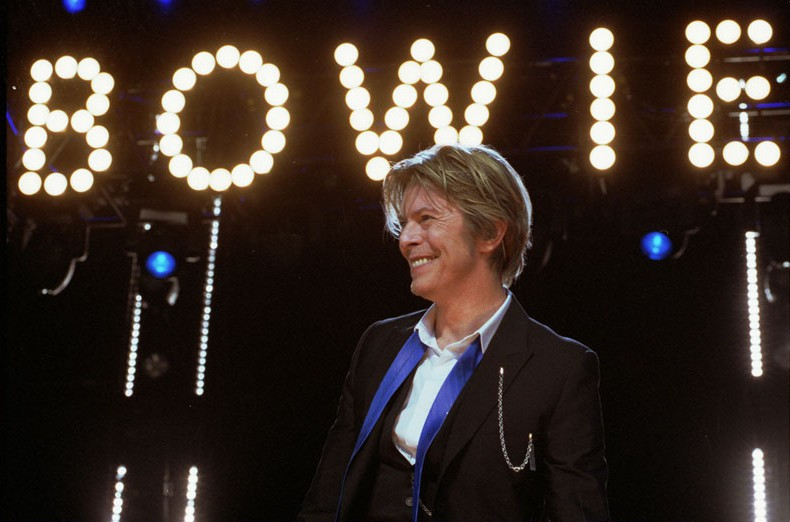
David Bowie kreeg vier postuumawards voor zijn laatste album Blackstar

De 59e uitreiking van de jaarlijkse Grammy Awards vond plaats op zondag 12 februari 2017 in het Staples Center in Los Angeles en werd gepresenteerd door James Corden.  De hoofdshow werd uitgezonden door de Amerikaanse tv-zender CBS. De Grammy's werden in 84 categorieën uitgereikt, één meer dan in 2016. De nominaties werden op 6 december 2016 bekendgemaakt in het tv-programma CBS This Morning door Meghan Trainor, in 2015 winnares van de Grammy voor Best New Artist.
Beyonce veroverde de meeste nominaties (negen), terwijl Drake, Rihanna en Kanye West elk acht kregen. Uiteindelijk ging het op de avond zelf tussen Beyonce en Adele, die "slechts" vijf nominaties had gekregen maar ze wel alle vijf wist te verzilveren. Beyoncé kwam niet verder dan twee Grammy's, voor Beste Video en Beste urban album. Adele won onder meer de prestigieuze categorieën Album of the Year (voor 25), Song of the Year en Record of the Year (beide voor Hello).
Opvallend was het grote verschil tussen het aantal nominaties en de uiteindelijke winst voor een aantal artiesten. Dat gold niet alleen voor Beyoncé, maar ook voor Drake (acht nominaties, twee Grammy's) en voor Rihanna en Kanye West, die beiden geen van hun acht nominaties wisten om te zetten in winst.
David Bowie ontving postuum vier prijzen voor het album Blackstar en het titelnummer ervan. Opmerkelijk daarbij is dat hij tijdens z'n leven slechts één Grammy ontving, in 1984 in de video-categorie.
De enige Nederlandse nominatie was in de klassieke categorie voor het Concertgebouworkest onder leiding van Mariss Jansons, maar die nominatie werd niet verzilverd.

## Meeste gewonnen Grammy's
- 5: Adele
- 4: David Bowie, Greg Kurstin (producer/componist Adele)
- 3: Chance the Rapper, Tom Elmhirst
- 2: Max Martin, Shellback, Julian Burg, Emile Haynie, Liam Nolan, Alex Pasco, Joe Visciano, Tom Coyne, Randy Merrill, Lalah Hathaway, Drake, John Scofield, Ted Nash, Kirk Franklin, Hillary Scott & The Scott Family, Sarah Jarosz, Steve Berkowitz, Jacob Collier, Giancarlo Guerrero

## Winnaars

### Algemeen
- Album of the Year
  - "25" - Adele
  - Danger Mouse, Samuel Dixon, Paul Epworth, Greg Kurstin, Max Martin, Ariel Rechtshaid, Shellback, The Smeezingtons & Ryan Tedder, producers / Julian Burg, Austen Jux Chandler, Cameron Craig, Samuel Dixon, Tom Elmhirst, Declan Gaffney, Serban Ghenea, John Hanes, Emile Haynie, Jan Holzner, Michael Ilbert, Chris Kasych, Greg Kurstin, Charles Moniz, Liam Nolan, Alex Pasco, Mike Piersante, Ariel Rechtshaid, Rich Rich, Dave Schiffman, Joe Visciano & Matt Wiggins, technici/mixers / Tom Coyne & Randy Merrill, mastering engineers
- Record of the Year
  - "Hello" - Adele
  - Greg Kurstin (producer); Julian Burg, Tom Elmhirst, Emile Haynie, Greg Kurstin, Liam Nolan, Alex Pasco & Joe Visciano (technici/mixers); Tom Coyne & Randy Merrill (mastering engineers)
- Song of the Year
  - Adele Adkins & Greg Kurstin (componisten) voor Hello, uitvoerende: Adele
- Best New Artist
  - Chance the Rapper

### Pop
- Best Pop Solo Performance
  - "Hello" - Adele
- Best Pop Duo/Group Performance
  - "Stressed Out" - Twenty One Pilots
- Best Traditional Pop Vocal Album
  - "Summertime: Willie Nelson Sings Gershwin" - Willie Nelson
- Best Pop Vocal Album
  - "25" - Adele

### Dance
- Best Dance Recording
  - "Don't Let Me Down" - The Chainsmokers ft. Daya
- Best Dance/Electronic Album
  - "Skin" - Flume

### Contemporary Instrumental
- Best Contemporary Instrumental Album
  - "Culcha Vulcha" - Snarky Puppy

### Rock
- Best Rock Performance
  - "Blackstar" - David Bowie
- Best Metal Performance
  - "Dystopia" - Megadeth
- Best Rock Song
  - David Bowie (componist) voor Blackstar, uitvoerende: David Bowie
- Best Rock Album
  - "Tell Me I'm Pretty" - Cage The Elephant

### Alternative
- Best Alternative Music Album
  - "Blackstar" - David Bowie

### R&B
- Best R&B Performance
  - "Cranes in the Sky" - Solange
- Best Traditional R&B Performance
  - "Angel" - Lalah Hathaway
- Best R&B Song
  - Hod David & Maxwell (componisten) voor Lake By The Ocean, uitvoerende: Maxwell
- Best Urban Contemporary Album
  - "Lemonade" - Beyonce
- Best R&B Album
  - "Live" - Lalah Hathaway

### Rap
- Best Rap Performance
  - "No Problem" - Chance the Rapper ft. Lil Wayne & 2 Chainz
- Best Rap/Sung Performance
  - "Hotline Bling" - Drake
- Best Rap Song
  - Aubrey Graham (Drake) & Paul Jefferies (Nineteen85) (componisten) voor Hotline Bling, uitvoerende: Drake
- Best Rap Album
  - "Coloring Book" - Chance the Rapper

### Country
- Best Country Solo Performance
  - "My Church" - Maren Morris
- Best Country Duo/Group Performance
  - "Jolene" - Pentatonix ft. Dolly Parton
- Best Country Song
  - Lori McKenna (componist) voor Humble and Kind, uitvoerende: Tim McGraw
- Best Country Album
  - "A Sailor's Guide to Earth" - Sturgill Simpson

### New Age
- Best New Age Album
  - "White Sun II" - White Sun

### Jazz
- Best Improvised Jazz Solo
  - "I'm So Lonesome I Could Cry" - John Scofield
- Best Jazz Vocal Album
  - "Take Me To The Alley" - Gregory Porter
- Best Jazz Instrumental Album
  - "Country For Old Men" - John Scofield
- Best Large Jazz Ensemble Album
  - "Presidential Suite: Eight Variations on Freedom" - Ted Nash Big Band
- Best Latin Jazz Album
  - "Tribute to Irakere: Live in Marciac" - Chucho Valdés

### Gospel
- Best Gospel Performance/Song
  - "God Provides" - Tamela Mann (uitvoerende); Kirk Franklin (componist)
- Best Contemporary Christian Music Performance/Song
  - "Thy Will" - Hillary Scott & The Scott Family (uitvoerenden); Hillary Scott, Bernie Herms & Emily Weisband (componisten)
- Best Gospel Album
  - "Losing My Religion" - Kirk Franklin
- Best Contemporary Christian Music Album
  - "Love Remains" - Hillary Scott & The Scott Family
- Best Roots Gospel Album
  - "Hymns" - Joey & Rory

### Latin
- Best Latin Pop Album
  - "Un Besito Mas" - Jesse & Joy
- Best Latin Rock, Urban or Alternative Album
  - "iLevitable" - iLe
- Best Regional Mexican Music Album (including Tejano)
  - "Un Azteca en El Azteca, Vol. 1 (En Vivo)" - Vicente Fernández
- Best Tropical Latin Album
  - "Donde Están?" - Jose Lugo & Guasábara Combo

### American Roots
- Best American Roots Performance
  - "House of Mercy" - Sarah Jarosz
- Best American Roots Song
  - Vince Gill (componist) voor Kid Sister, uitvoerende: The Time Jumpers
- Best Americana Album
  - "This Is Where I Live" - William Bell
- Best Bluegrass Album
  - "Coming Home" - The O'Connor Band with Mark O'Connor
- Best Traditional Blues Album
  - "Porcupine Meat" - Bobby Rush
- Best Contemporary Blues Album
  - "The Last Days of Oakland" - Fantastic Negrito
- Best Folk Album
  - "Undercurrent" - Sarah Jarosz
- Best Regional Roots Album
  - "E Walea" - Kalani Pe'a

### Reggae
- Best Reggae Album
  - "Ziggy Marley" - Ziggy Marley

### Wereldmuziek
- Best World Music Album
  - "Sing Me Home" - Yo Yo Ma & The Silk Road Ensemble

### Kinderrepertoire
- Best Children's Album
  - "Infinity Plus One" - Secret Agent 23 Skidoo

### Gesproken Woord
- Best Spoken Word Album
  - "In Such Good Company: Eleven Years of Laughter, Mayhem and Fun in the Sandbox" - Carol Burnett

### Comedy
- Best Comedy Album
  - "Time for Clapping" - Patton Oswalt

### Musical
- Best Musical Theater Album
  -     - "The Color Purple" - Danielle Brooks, Cynthia Erivo & Jennifer Hudson (solisten); Stephen Bray, Van Dean, Frank Filipetti, Roy Furman, Joan Raffe, Scott Sanders & Jhett Tolentino (producers)

### Soundtracks
- Best Compilation Soundtrack for Visual Media
  - "Miles Ahead" - Steve Berkowitz, Don Cheadle & Robert Glasper (producers); uitvoerende: Miles Davis
- Best Score Soundtrack for Visual Media
  - "Star Wars: The Force Awakens" - John Williams
- Best Song Written for Visual Media
  - Max Martin, Shellback & Justin Timberlake (componisten) voor Can't Stop This Feeling, uitvoerende: Justin Timberlake

### Compositie & Arrangementen
- Best Instrumental Composition
  - Ted Nash (componist) voor Spoken at Midnight
- Best Arrangement, Instrumental or A Capella
  - Jacob Collier (arrangeur) voor You and I
- Best Arrangement, Instruments and Vocals
  - Jacob Collier (arrangeur) voor Flintstones

### Hoezen
- Best Recording Package
  - Jonathan Barnbrook (ontwerper) voor Blackstar, uitvoerende: David Bowie
- Best Boxed or Special Limited Edition Package
  - Gérard Lo Monaco (ontwerper) voor Édith Piaf 1915-2015, uitvoerende: Édith Piaf
- Best Album Notes
  - Ken Bloom & Richard Carlin (schrijvers) voor Sissle and Blake Sing Shuffle Along, uitvoerenden: Eubie Blake & Noble Sissle

### Historisch
- Best Historical Album
  - Steve Berkowitz  & Jeff Rosen (samenstellers) & Mark Wilder (techniek) voor "The Cutting Edge 1965-1966: The Bootleg Series, Vol. 12 (Collector's Edition)", uitvoerende: Bob Dylan

### Productie & Techniek
- Best Engineered Album, Non-Classical
  - David Bowie, Tom Elmhirst, Kevin Killen & Tony Visconti (technici) & Joe LaPorta (mastering engineer) voor Blackstar, uitvoerende: David Bowie
- Producer of the Year, Non-Classical
  - Greg Kurstin
- Best Remixed Recording
  - André Allen Anjos (remixer) voor Tearing Me Up (RAC Remix), uitvoerende: Bob Moses
- Best Surround Sound Album
  - Alexander Lipay & Dmitriy Lipay (surround technici/producers) voor Dutilleux: Sur Le Même Accord; Les Citations; Mystère De L'instant & Timbres, Espace, Mouvement, uitoverenden: The Seattle Symphony o.l.v. Ludovic Morlot
- Best Engineered Album, Classical
  - Mark Donahue, Fred Vogler & David L. Williams (technici) voor Corigliano: The Ghosts of Versailles, uitvoerenden: Los Angeles Opera Chorus & Orchestra
- Producer of the Year, Classical
  - David Frost

### Klassieke muziek
Alleen vetgedrukte namen kregen een Grammy. Andere medewerkenden, zoals orkesten en begeleiders, zijn in het klein afgedrukt.
- Best Orchestral Performance
  - "Shostakovich: Under Stalin's Shadow - Symphonies Nos. 5, 8 & 9" - Andris Nelsons (dirigent)
  - Boston Symphony Orchestra, orkest
- Best Opera Recording
  - "Corigliano: The Ghosts of Versailles" - James Conlon (dirigent); Joshua Guerrero, Christopher Maltman, Lucas Meachem, Patricia Racette, Lucy Schaufer & Guanqun Yu (solisten); Blanton Alspaugh (producer)
  - The Los Angeles Opera Chorus & Orchestra, koor & orkest
- Best Choral Performance
  - "Penderecki Conducts Penderecki, Volume 1" - Krzysztof Penderecki (dirigent); Henryk Wojnarowski (koordirigent)
  - Nikolay Didenko, Agnieszka Rehlis & Johanna Rusanen, solisten; Warsaw Philharmonic Orchestra & Choir, koor & orkest
- Best Chamber Music/Small Ensemble Performance
  - "Steve Reich" - Third Coast Percussion
- Best Classical Instrumental Solo
  - "Daugherty: Tales of Hemingway" - Zull Bailey (solist), Giancarlo Guerrero (dirigent)
  - The Nashville Symphony (orkest)
- Best Classical Solo Vocal Album
  - "Schumann & Berg" - Dorothea Röschmann (soliste); Mitsuko Uchida (begeleidster)
- Best Classical Compendium
  - "Daugherty: Tales Of Hemingway; American Gothic; Once Upon A Castle" - Giancarlo Guerrero (dirigent); Tim Handley (producer)
- Best Contemporary Classical Composition
  - Michael Daugherty (componist) voor Tales of Hemingway, uitvoerenden: The Nashville Symphony o.l.v. Giancarlo Guerrero

### Video
- Best Music Video
  - "Formation" - Beyoncé (artiest); Melina Matsoukas (regisseur); Candice Dragonas, Juliette Larthe, Nathan Scherrer & Inga Veronique (video producers)
- Best Music Film
  - "The Beatles: Eight Days a Week - The Touring Years" - Ron Howard (regisseur); Brian Grazer, Ron Howard, Scott Pascucci & Nigel Sinclair (video producers)

## Meeste nominaties en prijzen
| Aantal Grammy's | Artiest           |
| --------------- | ----------------- |
| 6               | Tom Elmhirst      |
| 5               | Adele             |
| 4               | David Bowie       |
| 4               | Greg Kurstin      |
| 3               | Change the Rapper |

| Aantal nominaties | Artiest           |
| ----------------- | ----------------- |
| 9                 | Beyoncé           |
| 8                 | Drake             |
| 8                 | Rihanna           |
| 8                 | Kanye West        |
| 7                 | Change The Rapper |
| 6                 | Tom Elmhirst      |
| 5                 | Adele             |
| 5                 | Tyler Joseph      |
| 4                 | Justin Bieber     |
| 4                 | David Bowie       |
| 4                 | Max Martin        |
| 4                 | Benny Blanco      |

## Veranderingen
De Grammy-organisatie had voor deze 59e editie enkele kleine veranderingen in de regels doorgevoerd.

### Streaming toegestaan
Vanaf 2017 komen opnamen die uitsluitend via streamingdiensten worden verspreid ook in aanmerking voor een nominatie en/of een overwinning. Voorheen moest een opname in fysiek of download-formaat verkrijgbaar zijn. De Grammy-organisatie stelt wel dat de streaming-only-opname verkrijgbaar moet zijn via een reguliere streamingdienst. Nummers die bijvoorbeeld alleen te streamen zijn via een website van een artiest, tellen dus niet mee.

### Regels voor Best New Artist gewijzigd
De regels voor de categorie voor de Best New Artist zijn aangepast omdat de wijze waarop met name nieuwe artiesten hun muziek presenteren sterk verandert, aldus de Grammy-organisatie. Voorheen mocht een artiest die in aanmerking wilde komen voor deze Grammy nog geen volledig album hebben uitgebracht, maar die beperking is komen te vervallen. Wel moet de artiest minimaal vijf losse tracks en/of één album hebben uitgebracht om in aanmerking te komen, en mag hij/zij maximaal drie keer genomineerd worden voor deze categorie.

### Best Blues Album gesplitst
De categorie voor Best Blues Album wordt gesplitst in prijzen voor het beste traditionele, en voor het beste eigentijdse bluesalbum. Dit betekent een terugkeer naar de situatie van vóór 2012.

### Best Rap/Sung Collaboration gewijzigd
De categorie Best Rap/Sung Collaboration - bedoeld voor (eenmalige) samenwerkingen tussen een zanger(es) en een rapper - wordt gewijzigd in Best Rap/Sung Performance. Door deze naamsverandering kunnen voortaan ook opnamen worden genomineerd die door solisten (zangers en/of rappers) zijn gemaakt, waarin de solist zowel zingt als rapt. 